# Kvadratúra amplitúdómoduláció
A kvadratúra amplitúdómoduláció (angolul Quadrature Amplitude Modulation, QAM) egy modulációs eljárás, ahol az információt részben a vivőhullám amplitúdójának változtatásával, részben annak fázisváltoztatásával („kvadratúra”) kódolják.
Az eljárás értelmezhető a komplex számok segítségével úgy, hogy ez a két jellemző egy komplex értékkel jellemzett amplitúdómodulációt határoz meg.
A fázismoduláció tekinthető a QAM egy speciális esetének, ahol az amplitúdó állandó, és csak a fázis változik. Ugyanez kiterjeszthető a frekvenciamodulációs eljárásra, ahol a fázis állandó.
A QAM-et használják az NTSC és PAL televíziós rendszerekben, ahol a két komponens a chroma (szín) információt hordozza. A „Compatible QAM” vagy C-QUAM eljárást az AM sztereó rádiózásban használják a sztereó jel különbség-információinak továbbítására.
Szintén széles körben használják telefonos modemek esetén, ahol digitális jeleket analóg csatorna segítségével továbbítanak. A digitális alkalmazások esetén mind az amplitúdó, mind a fázis kvantált, és így ábrázolható egy x-y koordináta-rendszerben, ami egy pontokból álló mintázatot, a „QAM képet” eredményezi.
Ez a kép, és így az egyszerre átvitt bitek mennyisége növelhető a nagyobb átviteli sebesség érdekében, vagy csökkenthető a megbízhatóbb átvitelért cserébe. A pontok száma a QAM képen mindig kettő egész hatványa:  21-től (2-QAM) 212-ig (4096-QAM).
A 64-QAM és 256-QAM eljárásokat gyakran alkalmazzák a digitális kábeltévé rendszerekben (illetve a digitális kábeles internet rendszerekben). A leggyakrabban használt eljárások a 16-QAM, 64-QAM és 256-QAM, melyek 4, 6 illetve 8 bitet kódolnak egyetlen jelváltozással.

## Egyszerűsített QAM képek
| QAM | átvitt bitek száma | bitsorozat értékkészlete |
| 4   | 2                  | 0-3                      |
| 8   | 3                  | 0-7                      |
| 16  | 4                  | 0-15                     |
| 32  | 5                  | 0-31                     |
| 64  | 6                  | 0-63                     |
| 128 | 7                  | 0-127                    |
| 256 | 8                  | 0-255                    |

4-QAM minden lehetséges állapota 2 bit információt hordoz 4 lehetséges állapotban (1 állapot minden síknegyedben).
8-QAM minden lehetséges állapota 3 bit információt hordoz 8 lehetséges állapotban (2 állapot minden síknegyedben).
16-QAM minden lehetséges állapota 4 bit információt hordoz 16 lehetséges állapotban (4 állapot minden síknegyedben).
Minden QAM szint "tömörebb" mint az előző, mert minden bit nyereség megkétszerezi az állapotok számát.

### 4-QAM Jel konstellációs ábrája (2 bit minden helyen)
| 1 | 0 |
| 2 | 3 |

### 16-QAM Jel konstellációs ábrája (4 bit minden helyen)

A 16-QAM konstellációs diagramja Gray-kódolással

| 00 01 02 03 | 08 09 10 11 |
| 04 05 06 07 | 12 13 14 15 |